# 안토니오 마차도

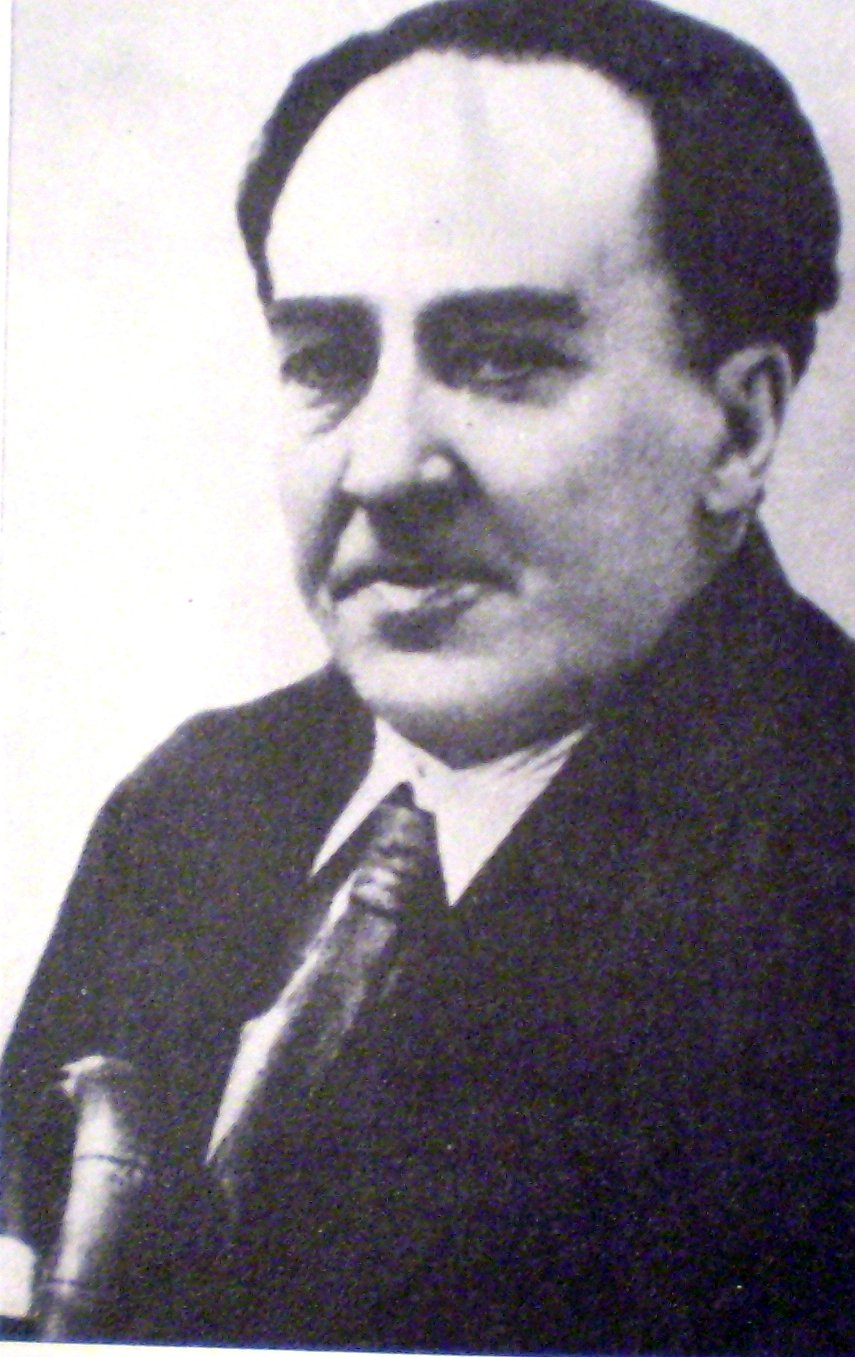

안토니오 마차도(Antonio Machado, 1875년 7월 26일 – 1939년 2월 22일)는 에스파냐의 시인이다.
‘98년 사조’ 작가의 한 사람으로 20세기의 대표적인 서정시인. 남부의 안달루시아 지방에서 태어났다. 그는 중앙부의 카스티야 지방의 풍토에 공감을 느껴 <카스티야의 벌판>(1912)을 썼고, 이 작품에서는 그의 자연에의 애정이 잘 표현되어 있다. 극히 소극적이고 고독과 사색을 좋아했다. 초기 시집 <적요(寂寥)>(1903)는 지나칠 정도로 장식되지 않은 냉철한 작품으로 가사상태(假死狀態)의 에스파냐 현실에 분노를 터뜨렸다.
에스파냐 내란 후에는 프랑스에 건너가 그곳에서 죽었다. 그의 형인 마누엘도 같은 시인이었는데, 동생과는 작풍에 있어서 대조적이었다.